# The Enemy (Band)
The Enemy sind eine englische Rockband, die 2006 in Coventry gegründet wurde.

## Bandgeschichte
Bereits wenige Monate nach ihrer Gründung veröffentlichten The Enemy ihre erste Single „40 Days and 40 Nights“ als limitierte Vinyl-Edition. Kurze Zeit später wurden sie vom NME als „Breakthrough Act 2007“ gehandelt und erhielten einen Vertrag bei der Warner Music Group Stiff Records.
2007 gingen sie in Großbritannien mit The Fratellis, The Paddingtons, Ash, Manic Street Preachers, Kasabian und The Stereophonics auf Tour.
Ihre Single „Away from Here“ erreichte in ihrer Heimat Platz 8 in den Charts und deren Nachfolger „Had Enough“ stieg auf Platz 4 ein. Durch den aufkommenden Erfolg erhielten sie weitere Möglichkeiten neben etablierten Bands aufzutreten. So spielten sie neben The Wombats und Lethal Bizzle auf der NME 2007 Rock 'N' Roll Riot Tour und unterstützten als Vorband die Rolling Stones in der O₂ Arena.
Anfang 2008 gewannen The Enemy den XFM „Best New Music“ Award und waren bei den NME Awards in den Kategorien „Best New Band“ und „Best Album“ nominiert.
Am 24. April 2009 erschien ihr zweites Album „Music for the People“.
Auf dem Videospiel „FIFA 13“ von EA-Sports gehört ihr Titel „Saturday“ zum offiziellen Soundtrack.

## Diskografie

### Alben
- 2007: We’ll Live and Die in These Towns
- 2008: B-Sides (exklusiv für iTunes)
- 2009: Music for the People
- 2012: Streets in the Sky
- 2015: It’s Automatic

### Singles
- 2006 40 Days and 40 Nights
- 2007 It’s Not OK
- 2007 Away from Here
- 2007 Had Enough
- 2007 You’re Not Alone
- 2007 We’ll Live and Die in These Towns
- 2008 This Song
- 2009 Don’t Break the Red Tape
- 2009 No Time For Tears
- 2009 Sing When You're In Love